# Savoia-Marchetti S.M.77
Il Savoia-Marchetti S.M.77 era il prototipo di un idrovolante da trasporto sviluppato dall'italiana Savoia-Marchetti nella seconda metà degli anni trenta. Rappresentò l'ultimo sviluppo della formula "a doppio scafo" iniziata con il Savoia-Marchetti S.55 e proseguita con l'Savoia-Marchetti S.66.
Il velivolo, realizzato in un solo prototipo, si differenziava dal precedente S.66 per adottare 3 radiali Alfa Romeo 126 azionanti 3 eliche traenti, anziché i 3 Fiat A.24R V12 spingenti del predecessore.
L'ala riprendeva quella sviluppata per il S.M.79 e presentava diverse migliorie a scafi e impennaggi.